# 亚历山德鲁·布利甘
亚历山德鲁·布利甘（羅馬尼亞語：Alexandru Buligan，1960年4月22日—），罗马尼亚男子手球运动员。他曾代表罗马尼亚参加1984年和1992年夏季奥林匹克运动会手球比赛，其中1984年奥运会获得一枚铜牌。